# The Changeling (Toyah)
The changeling is een studioalbum van Toyah, de band rondom zangeres Toyah Willcox. Na het succes (vooral in Engeland en Noorwegen) van Anthem mocht Toyah niet alleen spelen in de betere zalen, ze kreeg ook een sterproducent toegewezen in de hoedanigheid van Steve Lillywhite, toen voornamelijk in de weer met Peter Gabriel en U2 (album October). The changeling klinkt donkerder dan zijn voorganger.
Ondanks het succes verscheen het album pas laat 1999 op compact disc op het label Connaisseur Collection, aangevuld met een aantal bonustrack en de videoclip van Thunder in the mountains. De werktitel van het album was Wild child.

## Musici
Opnieuw waren er wisselingen in het personeel:
- Toyah – zang en geluiden
- Joel Bogen – gitaar, zang
- Phil Spalding – basgitaar, zang
- Andy Clark – toetsinstrumenten (studiomuzikant)
- Simon Philips – slagwerk

met
- Simon Darlow – aanvullende toetsinstrumenten
- Nigel Bennett - achtergrondzang
- Phil Smith – saxofoon
- Vince Sullavan – trombone
- Dave Lord – trompet

## Muziek
| Nr. | Titel                                                | Duur |
| --- | ---------------------------------------------------- | ---- |
| 1.  | Creepy room (Willcox/Bogen)                          | 3:16 |
| 2.  | Street creature (Willcox/Bogen)                      | 3:58 |
| 3.  | Castaways (Willcox/Bogen)                            | 3:55 |
| 4.  | The druids (Willcox/Bogen)                           | 3:29 |
| 5.  | Angel & me (Willcox/Bogen; cd track zonder drumsolo) | 4:44 |
| 6.  | The packt (Willcox/Bogen)                            | 4:52 |
| 7.  | Life in the trees (Willcox/Bogen)                    | 3:16 |
| 8.  | Dawn chorus (Willcox/Bogen/Spalding)                 | 3:53 |
| 9.  | Run wild, run free (Willcox/Bogen)                   | 4:01 |
| 10. | Brave new world (Willcox/Bogen)                      | 5:20 |

| Nr. | Titel                                                | Duur |
| --- | ---------------------------------------------------- | ---- |
| 11. | Warrior rock (Willcox/Bogen/Spalding)                | 3:30 |
| 12. | Thunder in the mountains (Willcox/Lee/Nick Glockler) | 3:50 |
| 13. | Voodoo doll (Willcox/Bogen/Spalding)                 | 4:00 |
| 14. | Good morning universe (Willcox/Bogen)                | 3:38 |
| 15. | In the fairground (Willcox/Bogen)                    | 3:14 |
| 16. | Ieya 1982 (Willcox/Bogen/Peter Bush)                 | 3:46 |
| 17. | Thunder in the mountains (video)                     | 3:50 |

Track 11 was de B-kant van Brave new world, tracks 12 en 13 was de een single, track 14 en 15 kwamen van Four from Toyah. Ieya 1982 verscheen als single.

## Albumlijst
Het succes van Anthem kon niet herhaald worden:
| Positie: | 6 | 8 | 9 | 15 | 25 | 22 | 40 | 39 | 62 | 53 | 51 | 78 | uit |

Ook in Noorwegen verkocht het album goed, zes weken notering met nummer 22 als hoogste plaats.